# Ljubljana (film)
Ljubljana je slovenski dramski film iz leta 2002 v režiji in po scenariju Igorja Šterka. Film prikazuje skupini petih mladih, ki se trudijo v Ljubljani začeti odraslo življenje. Film je bil leta 2002 nominiran za nagrado tiger na Mednarodnem filmskem festivali v Rotterdamu, na festivalu slovenskega filma je Grega Zorc prejel nagrado za glavno vlogo v filmih Ljubljana in Šelestenje, Ven Jemeršić pa za najboljšo fotografijo.

## Igralci
- Manca Dorrer
- Mojca Fatur
- Uroš Fürst
- Jaka Ivanc kot Andraž
- Primož Pirnat kot poslovnež
- Rok Vihar
- Tjaša Železnik
- Grega Zorc